# Mirnica
Mirnica (en serbe cyrillique : Мирница) est un village de Serbie situé dans la municipalité de Kuršumlija, district de Toplica. Au recensement de 2011, il comptait 30 habitants.

## Géographie

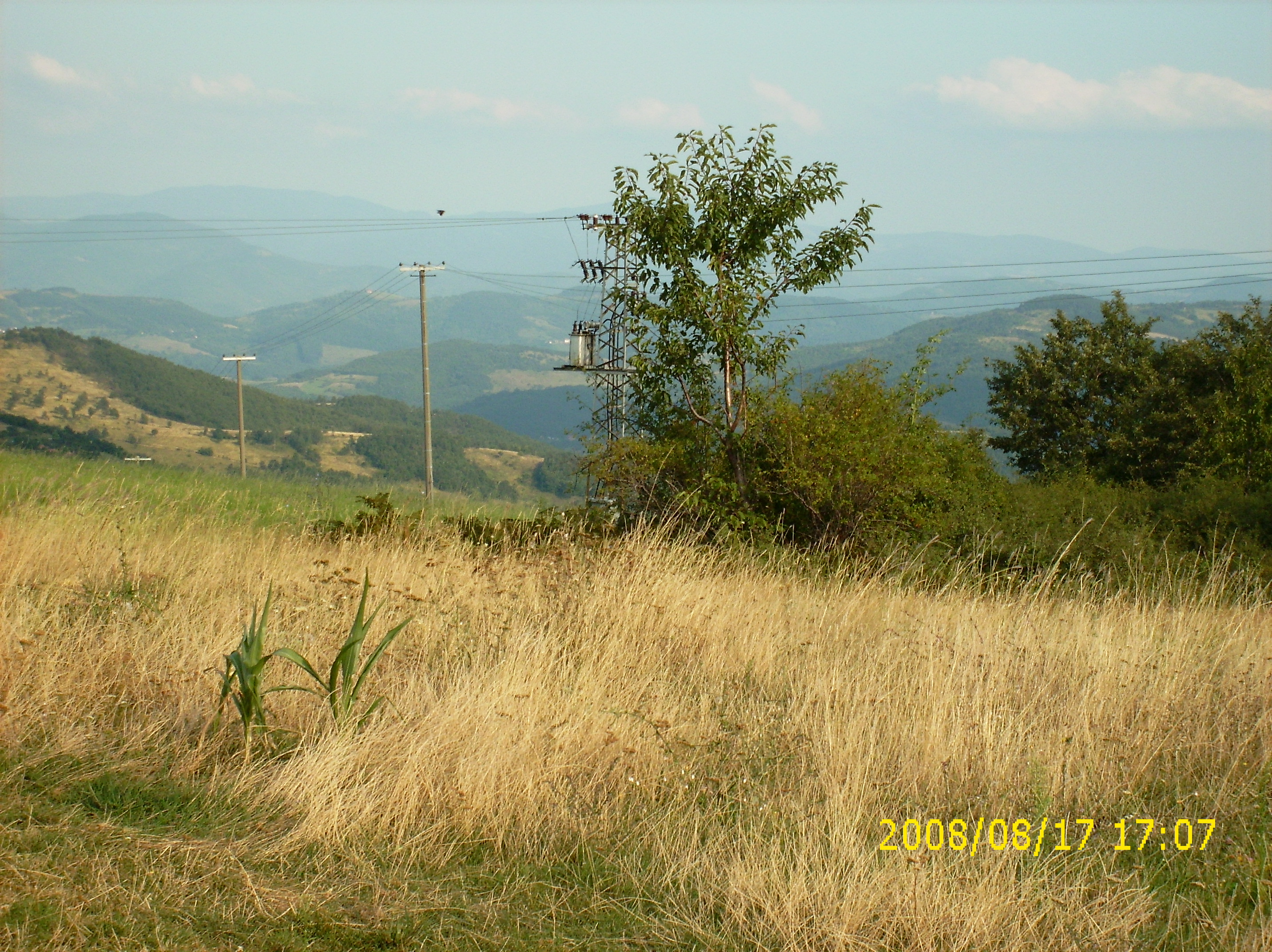
le plateau de Mirnica

## Démographie
| 1948 | 1953 | 1961 | 1971 | 1981 | 1991 | 2002 | 2011 |
| ---- | ---- | ---- | ---- | ---- | ---- | ---- | ---- |
| 548  | 579  | 552  | 385  | 207  | 101  | 60   | 30   |

|  |